# Beameromyia macula
Beameromyia macula là một loài ruồi trong họ Asilidae. Beameromyia macula được Martin miêu tả năm 1957. Loài này phân bố ở vùng Tân Bắc giới.